# Pinocchio (Class40)
Pour les articles homonymes, voir Pinocchio (homonymie).
Pinocchio est un voilier monocoque de 40 pieds conçu pour la course au large, il fait partie de la classe Class40 avec le numéro 150.
Il porte les couleurs de Carac de 2017 à 2018, de Rêves, de Partouche et de Crosscall Chamonix Mont-Blanc en 2019.

## Historique

### Carac
Prenant pour base un plan Lombard, Louis Duc apporte de nombreuses modifications afin de construire un voilier à la hauteur des grandes transats, l'objectif affiché étant de participer à la Route du Rhum 2018.
Mis à l'eau en juin 2017, il arbore le numéro 150 afin de souligner le fait qu'il est le 150e Class40 construit.
Pour sa première transatlantique, le monocoque prend le départ de la Transat Jacques Vabre entre les mains de Louis Duc et Alexis Loison. Alors que le voilier mène la flotte des Class40, Louis Duc se blesse au poignet puis au genou. À cause de la douleur, le duo de navigateurs abandonne et rejoint Madère où le skipper normand est pris en charge à l'hôpital de Funchal.
Début 2018, le voilier passe par la case chantier pour l'optimiser dans l'optique de la Route du Rhum en fin d'année. En juillet 2018, il subit un nouveau chantier au cours duquel le bulbe est notamment reculé.
Lors de la Route du Rhum, alors qu'il fait partie de la tête de la course, le monocoque est victime d'une avarie de l'axe d'étai le contraignant à faire une escale de 48 heures à Baiona. Il arrive le 27 novembre 2018 à Pointe-à-Pitre à la dix-neuvième place.

### Crosscall Chamonix Mont-Blanc
Pour l'édition 2019 de la Route du Café, le voilier aux couleurs de Cross Call Chamonix Mont-Blanc est skippé par Louis Duc et Aurélien Ducroz. Le duo arrive à la cinquième place à Fort-de-France avec un peu plus de 23 heures de retard sur le vainqueur Crédit Mutuel.
Lors du convoyage retour effectué par Louis Duc et Thomas Servignat, le monocoque qui navigue au large des Açores est emporté sur le côté par une vague qui inonde le voilier. Le 19 décembre 2019 un hélicoptère de secours portugais venant de Ponta Delgada récupère l'équipage sur la coque retournée et l'emmene à l'hôpital de Terceira. En janvier 2020, le bateau flottant entre deux eaux est encore localisé grâce à sa balise,.

## Palmarès

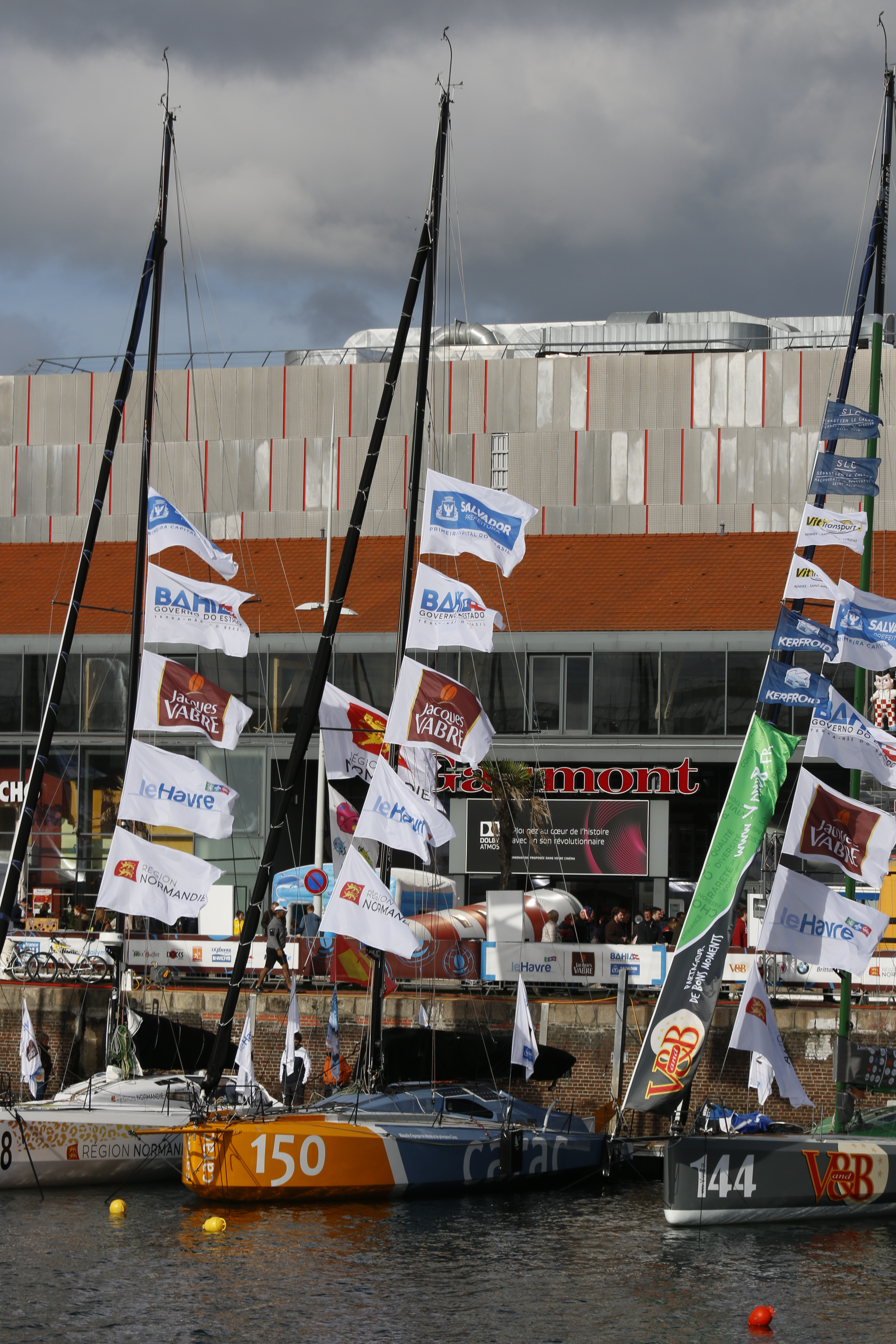
Carac amarré au bassin Paul Vatine (Le Havre) avant de prendre le départ de la Transat Jacques-Vabre 2017.

### 2017-2018:Carac
- 2017 :
  - 6e de la Rolex Fastnet Race[11]
- 2018 :
  - 4e des 1000 Milles des Sables[11]
  - 8e du Grand Prix Guyader[11]
  - 2e de la Normandy Channel Race[11]
  - 8e de la Drheam Cup Destination[11]
  - 2e de L'Atlantique Le Télégramme[12]
  - 19e de la Route du Rhum

### 2019:Rêves
- 5e de la Normandy Channel Race[12]

### 2019:Partouche
- 2e de la RORC Morgan Cup[13]

### 2019:Crosscall Chamonix Mont-Blanc
- 3e de La 40' Malouine SACIB[14]
- 5e de la Transat Jacques Vabre